# Gabrielle Glenn
Gabrielle Glenn (ur. 28 stycznia 1989) – amerykańska lekkoatletka specjalizująca się w biegach sprinterskich. 
Była członkinią amerykańskiej sztafety 4 x 100 metrów, która w 2008 sięgnęła po złoty medal mistrzostw świata juniorów. Medalistka mistrzostw NCAA.
Rekord życiowy w biegu na 100 metrów: 11,42 (17 kwietnia 2010, Greensboro).

## Osiągnięcia
| Rok  | Impreza                     | Miejsce   | Konkurencja        | Lokata     | Wynik |
| ---- | --------------------------- | --------- | ------------------ | ---------- | ----- |
| 2008 | Mistrzostwa świata juniorów | Bydgoszcz | sztafeta 4 x 100 m | 1. miejsce | 43,66 |